# Sycophila chirindensis
Sycophila chirindensis (лат.) — вид наездников рода Sycophila из семейства Eurytomidae (Chalcidoidea). Встречается в Африке (Танзания, Республика Кот-д’Ивуар и Кения). Видовое название bidentata связано с именем растения-хозяина (Ficus chirindensis).

## Описание
Мелкие наездники, длина 1,76—3,20 мм. Тело желтовато-коричневое. Тёмная полоса мезосомы варьирует от широкой тёмно-коричневой полосы до слегка коричневатой. Голова, мезосома и брюшко самки с отчётливой тёмной полосой дорсально. Членики жгутика усика отчётливо длинные, длиннее ширины. Проподеум со срединным килем. Петиоль дорсально длиннее своей ширины, вентральный поперечный киль между петиолем и стернитом St1 отсутствует; тергит Gt4 дорсально длиннее Gt5.